# Gelson Fernandes
Gelson da Conceição Tavares Fernandes (Praia, 2 de septiembre de 1986) es un exfutbolista caboverdiano, nacionalizado suizo, que jugaba de centrocampista.
El 14 de mayo de 2020 anunció su retirada a final de temporada.

## Selección nacional
Gelson fue llamado a las filas superiores de la selección de fútbol de Suiza por primera vez para el partido frente a los Países Bajos el 22 de agosto de 2007. Luego, fue convocado a la Eurocopa 2008. El 28 de marzo de 2009, Fernandes anotó su primer gol internacional en la victoria por 2-0 ante Moldavia.
En el Mundial de Sudáfrica 2010 fue autor del gol que le dio la victoria a Suiza frente a España en la primera fase, el primer encuentro que Suiza le ganó a España.
El 13 de mayo de 2014 el entrenador de la selección de Suiza, Ottmar Hitzfeld, incluyó a Fernandes en la lista oficial de 23 jugadores convocados para afrontar la Copa Mundial de Fútbol de 2014.
El 4 de junio de 2018 el seleccionador Vladimir Petković lo incluyó en la lista de 23 para el Mundial.

### Participaciones en Copas del Mundo
| Mundial                        | Sede      | Resultado        | Partidos | Goles |
| ------------------------------ | --------- | ---------------- | -------- | ----- |
| Copa Mundial de Fútbol de 2010 | Sudáfrica | Primera fase     | 3        | 1     |
| Copa Mundial de Fútbol de 2014 | Brasil    | Octavos de final | 1        | 0     |
| Copa Mundial de Fútbol de 2018 | Rusia     | Octavos de final | 0        | 0     |

### Participaciones en Eurocopas
| Eurocopa      | Sede            | Resultado        | Partidos | Goles |
| ------------- | --------------- | ---------------- | -------- | ----- |
| Eurocopa 2008 | Austria y Suiza | Primera fase     | 3        | 0     |
| Eurocopa 2016 | Francia         | Octavos de final | 3        | 0     |

## Clubes
| Club                          | País       | Año       |
| ----------------------------- | ---------- | --------- |
| F. C. Sion                    | Suiza      | 2004-2007 |
| Manchester City F. C.         | Inglaterra | 2007-2009 |
| A. S. Saint-Étienne           | Francia    | 2009-2012 |
| A. C. ChievoVerona (cedido)   | Italia     | 2010-2011 |
| Leicester City F. C. (cedido) | Inglaterra | 2011      |
| Udinese Calcio (cedido)       | Italia     | 2012      |
| Sporting C. P.                | Portugal   | 2012-2013 |
| F. C. Sion (cedido)           | Suiza      | 2013      |
| S. C. Friburgo                | Alemania   | 2013-2014 |
| Stade de Rennes F. C.         | Francia    | 2014-2017 |
| Eintracht Fráncfort           | Alemania   | 2017-2020 |

## Palmarés

### Campeonatos nacionales
| Título           | Club                | País     | Año  |
| ---------------- | ------------------- | -------- | ---- |
| Copa de Suiza    | F. C. Sion          | Suiza    | 2006 |
| Copa de Alemania | Eintracht Fráncfort | Alemania | 2018 |